# Paul van Somer

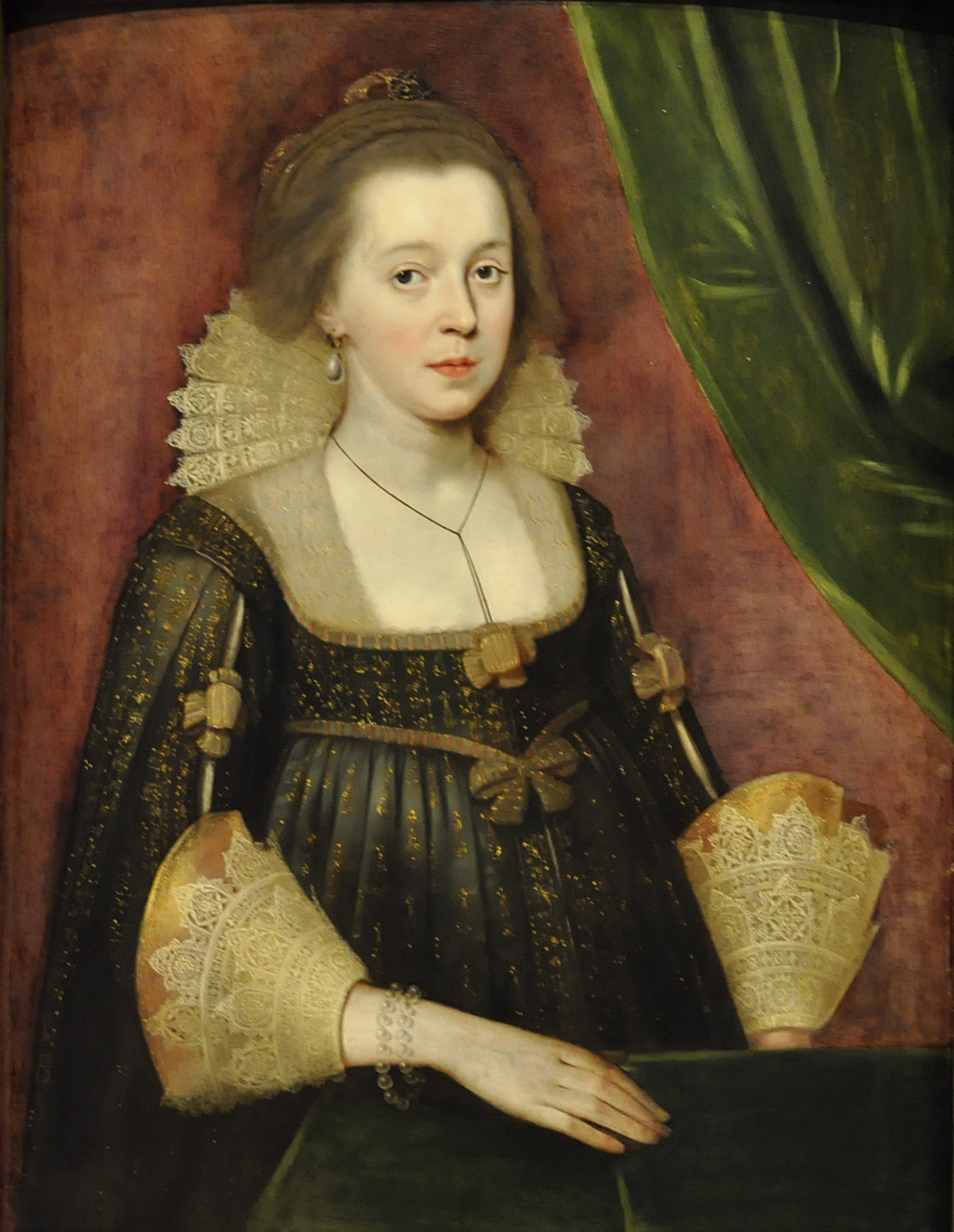
Portret van een jonge dame in het Denver Art Museum

Paul van Somer (ca. 1577 – 1621) was een Zuid-Nederlands kunstschilder die vanuit Antwerpen naar Engeland reisde tijdens het regime van Jacobus I. Paul van Somer werd een van de voornaamste schilders aan het Engels koninklijk hof. Hij schilderde een aantal portretten van zowel Jacobus, zijn echtgenote Anna van Denemarken en andere leden van het hof.
Over Paul van Somer is niet veel geweten. Ook zijn kunst is weinig of niet beschreven. Volgens Karel van Mander was hij de broer van Barend van Someren, die de dochter van Aert Mijtens meebracht en huwde nadat hij terugkeerde uit Italië. Van Mander vermeldt niet of Paul zijn broer vergezelde op die reis maar zegt wel dat hij nog ongehuwd was. Volgens gegevens in het Rijksbureau voor Kunsthistorische Documentatie leefde Paul van 1612 tot 1614 in het huis van Steven de Gheyn in Leiden, in 1616 in Brussel en vertrok dan naar Londen waar hij hofschilder werd. Hij effende het pad voor latere hofschilders uit de Lage Landen in Engeland zoals Daniël Mijtens en Antoon van Dyck. Een van Van Dycks eerste taken aan het hof was het kopiëren van een aantal koninklijke portretten van Van Somer, zeer tegen zijn zin. Paul van Somer was, door zijn reizen door Noord-Europa, al een gerijpt kunstenaar toen hij in Engeland aankwam.
Paul van Somer ontving vaak opdrachten om koninklijke portretten te kopiëren. Jacobus haatte het poseren en verstuurde liever kopieën naar het buitenland. Er bestaan van zijn oeuvre veel varianten in gedrukte vorm. Van de schilder wordt gezegd dat hij als eerste regalia in zijn portretten verwerkte, onder meer de orde van de Kousenband. Ook andere leden van de hoge adel lieten zich door Van Somer portretteren.
- Biblioteca Nacional de España: XX4914147
- Bibliothèque nationale de France: cb14966634x (data)
- Biografisch Portaal: 02506075
- Gemeinsame Normdatei: 13852856X
- International Standard Name Identifier: 0000 0000 7102 6057
- KulturNav: 143d86f5-2976-4ec6-a569-f2cc9541b1b5
- Library of Congress Control Number: no2009153905
- Nationale bibliotheek van Australië: 36044879
- RKD-Nederlands Instituut voor Kunstgeschiedenis: 73860
- Istituto Centrale per il Catalogo Unico: BVEV087361
- Trove: 1199810
- Union List of Artist Names: 500000870
- Virtual International Authority File: 42112447
- WorldCat: E39PBJdcBt6YytgK9pDjBXkbh3